# Stazione di Komunars'k
La stazione di Komunars'k (in ucraino Комунарськ?; in russo Коммунарск?, Kommunarsk) è lo scalo ferroviario di Alčevs'k nell'oblast' di Luhans'k in Ucraina.

## Storia

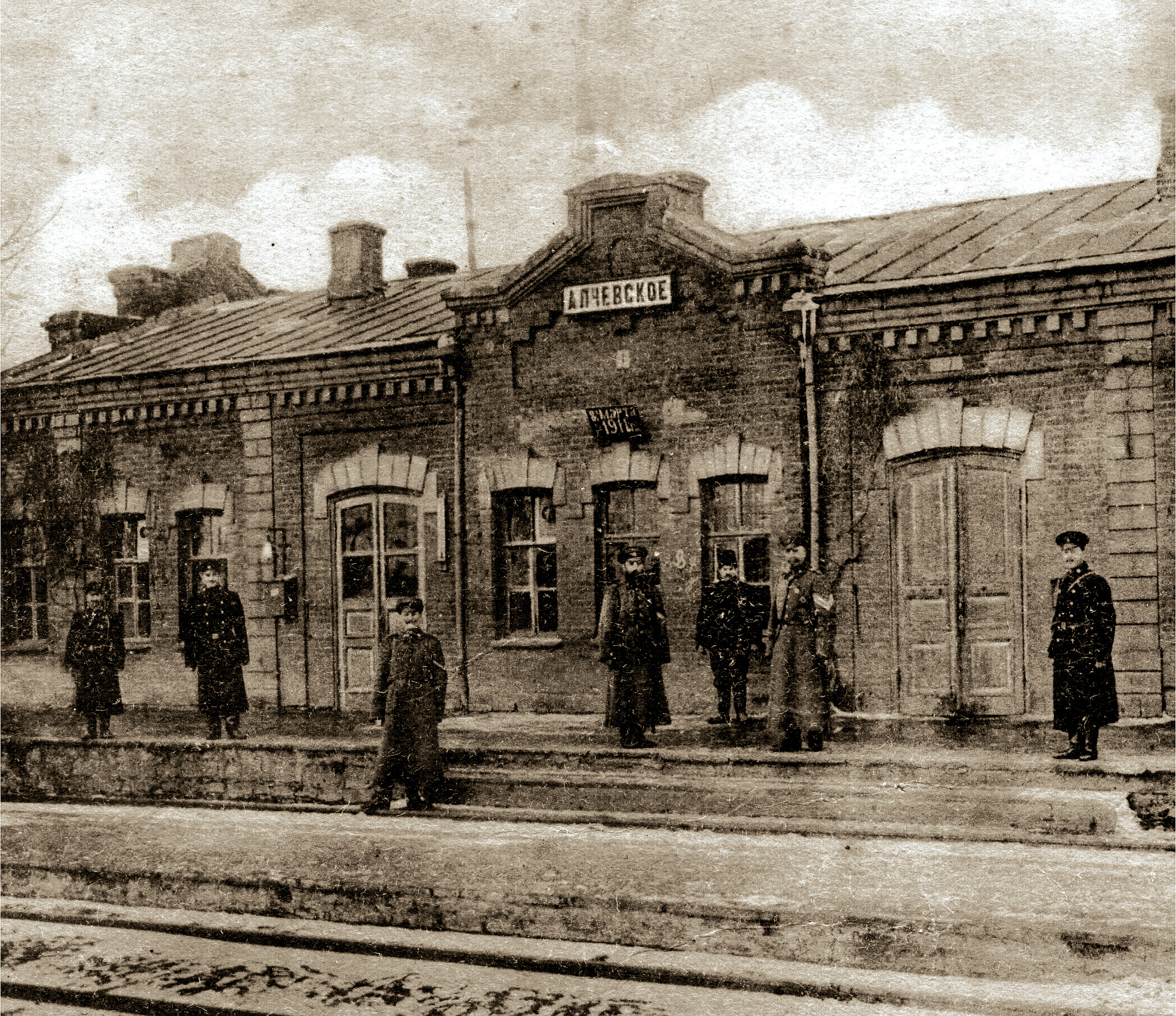
Stazione nel 1911

La stazione ferroviaria venne costruita alla fine del XIX secolo col completamento della linea ferroviaria che aveva lo scopo di collegare il bacino carbonifero del Donec agli altri centri della regione. Nella città venne costruito un grande impianto metallurgico e l'importanza della stazione crebbe. Durante la sua storia cambiò nome varie volte sino a quando ebbe il nome recente, nel 1961. Operai dell'impianto metallurgico e ferrovieri presero parte alla prima parte della rivoluzione russa. Durante la seconda guerra mondiale i ferrovieri furono in prima linea contro l'invasione nazista.

## Strutture e servizi
La piccola stazione è uno snodo dei trasporti importante con oltre 1 000 000 tonnellate di merci transitate ogni anno. Come servizi passeggeri i collegamenti sono con tutte le principali città dell'Ucraina, a partire da Kiev arrivando a Mariupol, Odessa, Poltava, Simferopol, Sumy, Kharkov e molte altre. Verso est i convogli arrivano sino a San Pietroburgo, Mosca e alle principali città russe.
Dalla piazza della stazione partono le linee del filobus cittadino.